# Teucholabis seticosta
Teucholabis seticosta là một loài ruồi trong họ Limoniidae. Chúng phân bố ở miền Australasia.